# Mozăceni
Mozăceni é uma comuna romena localizada no distrito de Argeş, na região de Muntênia. A comuna possui uma área de 82.43 km² e sua população era de 2546 habitantes segundo o censo de 2007.